# Bruno Specht
Pour les articles homonymes, voir Specht.
Bruno Specht est un architecte bavarois né en 1857 à Schweinfurt, et décédé en 1916. Il aura évolué dans un style néoclassique, néo-Renaissance, et Art Nouveau.

## Biographie
Fils du conseiller municipal Hermann Specht, il intègre le gymnasium (lycée) royal de Schweinfurt entre 1867 et 1875, où il passe son Abitur, l'équivalent du baccalauréat français. 
Il commence sa première réalisation architecturale en 1888 avec August Exter, dans la banlieue de Munich à Isarvorstadt. Il s'agit d'appartements en brique et pierre de taille, de style néo-Renaissance, visibles aujourd'hui aux numéros 3 et 5 de la Kohlstraße. Puis il participe à la conception d'une nouvelle nef pour l'église du couvent des capucins de Rosenheim (1606), en partenariat avec l'architecte et maître d'œuvre Max Lutz. Elle sera inaugurée le 4 octobre 1889. De 1889 à 1891 il réalise une église-halle protestante de style néogothique, pour la ville de Bischofsgrün en Bavière. Plus tard, avec son ami munichois, le professeur August Thiersch, il redessine les plans du temple luthérien de Bad Kissingen, originellement construit par Friedrich von Gärtner en 1847, pour une modernisation. Aujourd'hui visible sous le nom d'église de la Rédemption, Bruno Specht lui ajouta deux flèches et une nef en 1891. C'est entre 1892 et 1894 qu'il réalisera la basilique Notre-Dame de Kulmbach.
En 1896 il revient vers l'architecture civile, avec la réalisation d'une vaste demeure pour le compte du riche pigmentier et marchand de couleur Carl Friedrich Gademann, à Schweinfurt. Pourvue de tours, elle utilise un mélange de brique rouge et d'argile, de pierre de taille en grès. Aujourd'hui classée, elle est visible au numéro 8 de la Bergstraße.
Par la suite il deviendra professeur d'architecture, d'abord à la Baugewerkschule (école d'architecture) de Nienburg-sur-Weser dès 1895, puis à l'école d'architecture de Breslau en 1897. Il y écrira des livres de cours et de pratique pour la construction et l'architecture, avant d'être intégré à l'école d'architecture d'Erfurt en 1905, où il professera jusqu'en 1916.

## Publications
- Bürgerhaus und Baugewerkschule, in Deutsche Bauzeitung, 27, pages 2–4, 1893.
- Raumkunst, in Deutsche Bauzeitung, 29, pages 501–504, 1895[3].
- Bürgerliche Baukunst. Eine Vorbildersammlung für Schule und Praxis, Trewendt & Granier, Breslau, 1902.
- Die Grenzen der künstlerischen Entwicklung an den Baugewerkschulen, in Deutsche Bauzeitung, 39, page 310, 1905.
- Leitfaden der architektonischen Formenlehre, für Baugewerkschüler bearbeitet, Trewendt & Granier's verlag, Breslau, 1903, 1905, 1907.
- Der Wohnhausbau, in Deutsche Bauzeitung, 44, 1910.

## Réalisations
- Immeuble d'habitations, brique et pierre de taille, néoclassique, Isarvorstadt (Munich), 3-5 Kohlstraße, 1888.
- Nouvelle nef pour le couvent des capucins de Rosenheim, 1889.
- Église protestante néogothique de Bischofsgrün, 1891.
- Modernisation de l'église protestante de la Rédemption, Bad Kissingen, 1891.
- Basilique Notre-Dame de Kulmbach, 1894.
- Villa Gademann, Schweinfurt, 8 Bergstraße, 1896.

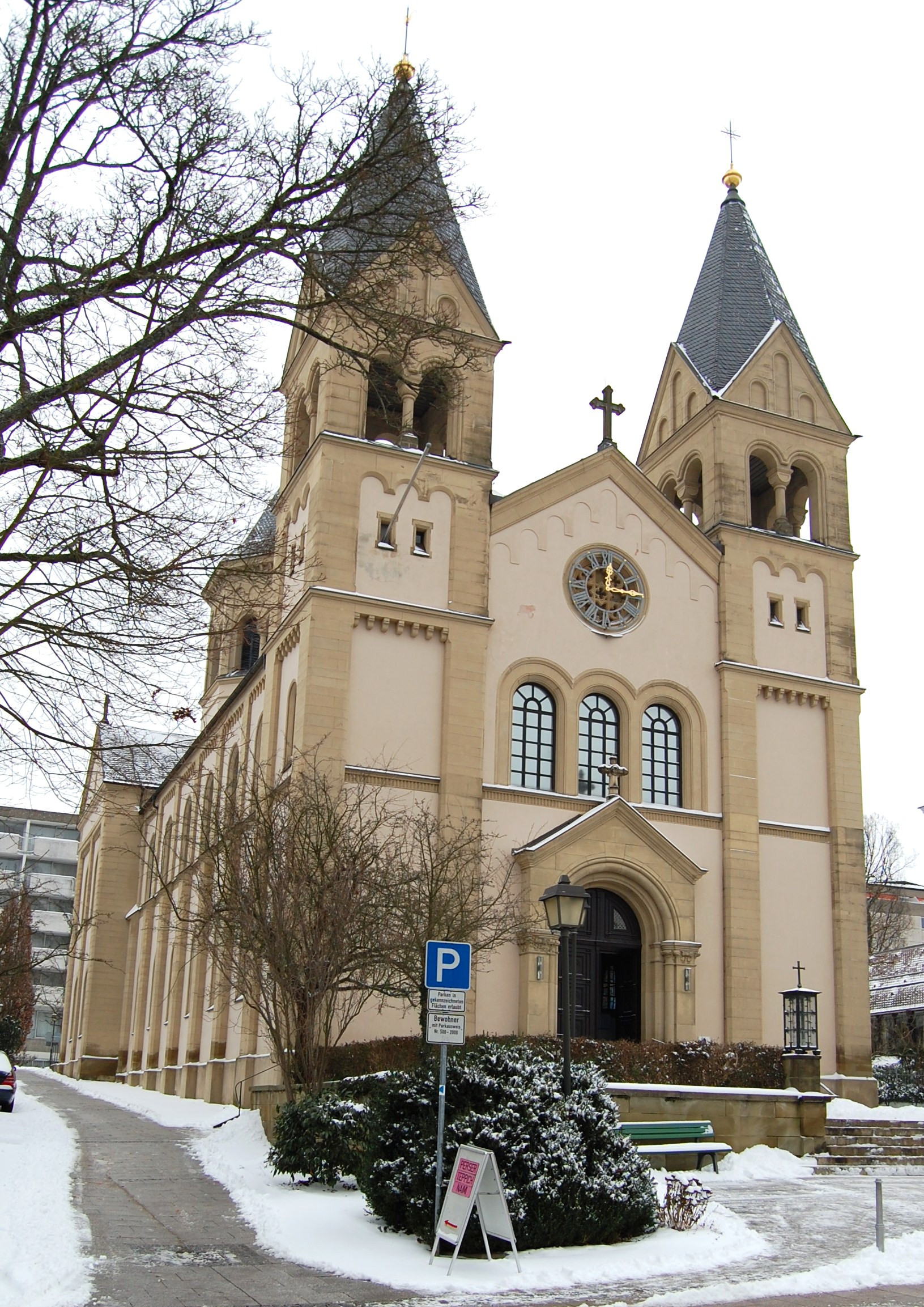
Église luthérienne de la rédemption à Bad Kissingen
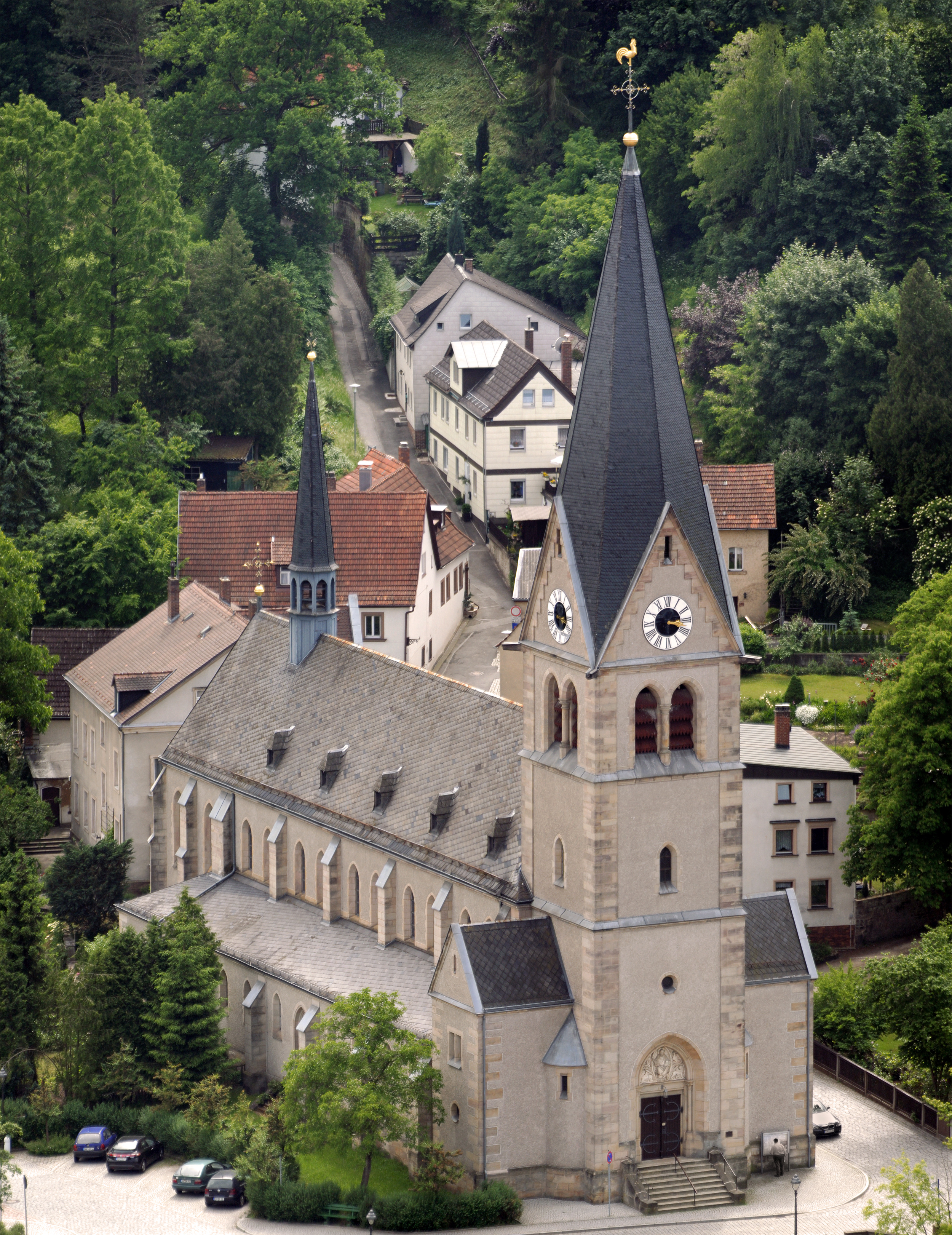
Basilique Notre-Dame de Kulmbach
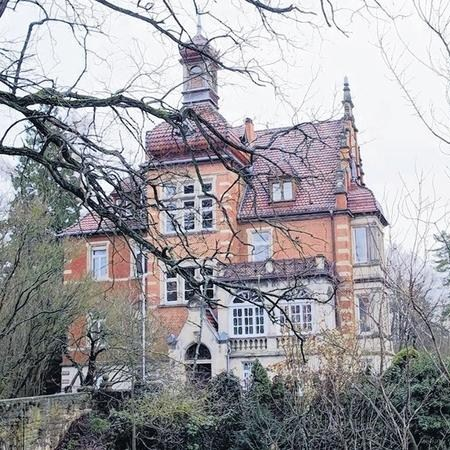
Villa Gademann à Schweinfurt